# Dunc Gray Velodrome
Dunc Gray Velodrome – kryty tor kolarski w Bass Hill na przedmieściach Sydney, w Australii. Został otwarty 28 listopada 1999 roku. Może pomieścić 3150 widzów. Długość drewnianego toru kolarskiego wynosi 250 m. W 2000 roku rozegrano na nim konkurencje kolarstwa torowego w ramach Letnich Igrzysk Olimpijskich 2000.
Drewniany tor kolarski obiektu ma długość 250 m, jego nachylenie na prostych wynosi 12,5°, a na łukach dochodzi do 42°. Trybuny wokół toru mogą pomieścić 3150 widzów (wszystkie miejsca siedzące). Obiekt jest w pełni zadaszony; niewielki fragment dachu w jego centralnej części jest przeszklony. Projekt areny stworzył Ron Webb. Welodrom nazwano imieniem Dunca Graya, pierwszego australijskiego złotego medalisty olimpijskiego w kolarstwie.
Budowa toru rozpoczęła się w maju 1998 roku i zakończyła w listopadzie 1999 roku. Prace kosztowały 42 mln dolarów australijskich. Otwarcie areny miało miejsce 28 listopada 1999 roku. Obiekt powstał z myślą o organizacji Letnich Igrzysk Olimpijskich 2000, w trakcie których odbyły się na nim konkurencje kolarstwa torowego. Na czas igrzysk zwiększono pojemność obiektu do 5821 widzów. Bezpośrednio po igrzyskach obiekt gościł także konkurencje kolarstwa torowego w ramach Letnich Igrzysk Paraolimpijskich 2000.
Obiekt gościł również m.in. zawody w ramach cyklów Pucharu Świata czy krajowe mistrzostwa.